# Primi ministri dell'Egitto
Questa pagina elenca i nomi di quanti hanno ricoperto l'incarico pubblico di primi ministri dell'Egitto.
Tale ufficio fu creato quando il Consiglio dei ministri egiziano fu istituito nell'agosto del 1878, dopo che il Chedivè Isma'il Pascià concesse che la struttura del suo governo fosse modellata su quella dei governi dell'Europa dell'epoca. Nubar Pascià divenne così il 1º primo ministro d'Egitto, nel senso moderno del termine. Prima di ciò, l'Egitto era governato per il tramite del tradizionale sistema islamico dei vizir. 
Mostafa Madbouly, in carica ad interim dal 7 giugno 2018, è l'attuale primo ministro della Repubblica d'Egitto.

## Grandi Vizir d'Egitto (1857-1878)
- 1857 - 1858: Dhū l-Fiqār Pascià (I volta)
- 1858 - 1861: Mustafa Pascià
- 1861 - 1864: Dhū l-Fiqār Pascià (II volta)
- 1864 - 1866: Rāghib Pascià (I volta)
- 1866 - settembre 1867: Muhammad Sharif Pascià (I volta)
- Settembre 1867 - settembre 1868: Rāghib Pascià (II volta)
- Settembre 1868 - 1872: Muhammad Sharif Pascià (II volta)
- 1872: Bōghōs Nūbār Pascià (I volta)
- 1872 - 28 agosto 1878: Principe Muhammad Tawfiq Pascià

## Lista dei capi di governo (presidenti del Consiglio esecutivo) della Regione Meridionale (Egitto) della Repubblica Araba Unita
| Mandato                            | Ritratto | Posizione                                               | Affiliazione politica                      | Note |
| ---------------------------------- | -------- | ------------------------------------------------------- | ------------------------------------------ | ---- |
| 7 ottobre 1958 - 20 settembre 1960 |          | Nur al-Din Tarraf, presidente del Consiglio esecutivo   | Raggruppamento per la Liberazione          |      |
| 20 settembre 1960 - 16 agosto 1961 |          | Kamāl al-Dīn Ḥusayn, presidente del Consiglio esecutivo | Militare/Raggruppamento per la Liberazione |      |

## Primi ministri dell'Egitto (1878 - oggi)

### Chedivato d'Egitto, Sultanato d'Egitto e Regno d'Egitto
| Primo ministro     | Primo ministro                            | Dal                | Al                 | Partito                                         | Note                                                      | Capi di Stato      |
| Chedivato d'Egitto | Chedivato d'Egitto                        | Chedivato d'Egitto | Chedivato d'Egitto | Chedivato d'Egitto                              | Chedivato d'Egitto                                        | Chedivato d'Egitto |
| ------------------ | ----------------------------------------- | ------------------ | ------------------ | ----------------------------------------------- | --------------------------------------------------------- | ------------------ |
|                    | Būghūs Nūbār Pascià بوغوص نوبار باشا      | 28 agosto 1878     | 23 febbraio 1879   |                                                 | I incarico                                                | Isma'il Pascià     |
|                    | Ismāʿīl Pascià إسماعيل باشا               | 18 febbraio        | 10 marzo 1879      |                                                 | Chedivè, in funzione anche di primo ministro              | Isma'il Pascià     |
|                    | Muḥammad Tawfīq Pascià محمد توفيق باشا    | 10 marzo 1879      | 7 aprile 1879      |                                                 | I incarico                                                | Isma'il Pascià     |
|                    | Muhammad Sharif Pascià محمد شريف باشا     | 7 aprile 1879      | 18 agosto 1879     |                                                 | I incarico                                                | Isma'il Pascià     |
| Tawfīq Pascià      | Muhammad Sharif Pascià محمد شريف باشا     | 7 aprile 1879      | 18 agosto 1879     |                                                 | I incarico                                                |                    |
|                    | Muḥammad Tawfīq Pascià محمد توفيق باشا    | 18 agosto 1879     | 21 settembre 1879  |                                                 | Chedivè, in funzione anche di primo ministro; II incarico |                    |
|                    | Muṣṭafā Riyāḍ Pascià رياض باشا            | 21 settembre 1879  | 10 settembre 1881  |                                                 | I incarico                                                |                    |
|                    | Muhammad Sharif Pascià محمد شريف باشا     | 14 settembre 1881  | 4 febbraio 1882    |                                                 | III incarico                                              |                    |
|                    | Maḥmūd Sāmī al-Bārūdī محمود سامي البارودي | 4 febbraio 1882    | 26 maggio 1882     |                                                 |                                                           |                    |
|                    | Aḥmad ʿOrābī أحمد عرابي                   | luglio 1882        | 13 settembre 1882  | Militare                                        | In rivolta                                                |                    |
|                    | Ismāʿīl Rāghib Pascià إسماعيل راغب باشا   | 18 giugno 1882     | 21 agosto 1882     |                                                 | I incarico                                                |                    |
|                    | Muhammad Sharif Pascià محمد شريف باشا     | 21 agosto 1882     | 7 gennaio 1884     |                                                 | IV incarico                                               |                    |
|                    | Nūbār Pascià بوغوص نوبار باشا             | 10 gennaio 1884    | 9 giugno 1888      |                                                 | II incarico                                               |                    |
|                    | Muṣṭafā Riyāḍ Pascià رياض باشا            | 9 giugno 1888      | 12 maggio 1891     |                                                 | II incarico                                               |                    |
|                    | Mustafa Fahmi Pascià مصطفى فهمي باشا      | 12 maggio 1891     | 15 gennaio 1893    |                                                 | I incarico                                                |                    |
| 'Abbās Hilmī       | Mustafa Fahmi Pascià مصطفى فهمي باشا      | 12 maggio 1891     | 15 gennaio 1893    |                                                 | I incarico                                                |                    |
|                    | Husayn Fakhri Pascià                      | 15 gennaio 1893    | 17 gennaio 1893    |                                                 |                                                           |                    |
|                    | Muṣṭafā Riyāḍ Pascià رياض باشا            | 17 gennaio 1893    | 16 aprile 1894     |                                                 | III incarico                                              |                    |
|                    | Nūbār Pascià بوغوص نوبار باشا             | 16 aprile 1894     | 12 novembre 1895   |                                                 | III incarico                                              |                    |
|                    | Mustafa Fahmi Pascià مصطفى فهمي باشا      | 12 novembre 1895   | 12 novembre 1908   |                                                 | II incarico                                               |                    |
|                    | Būtros Ghālī Pascià بطرس غالي             | 12 novembre 1908   | 21 febbraio 1910   |                                                 |                                                           |                    |
|                    | Muhammad Sa'id Pascià                     | 22 febbraio 1910   | 5 aprile 1914      |                                                 | I incarico                                                |                    |
| Sultanato d'Egitto |                                           |                    |                    |                                                 |                                                           |                    |
|                    | Husayn Rushdi Pascià                      | 5 aprile 1914      | 12 aprile 1919     |                                                 |                                                           |                    |
|                    | Muhammad Sa'id Pascià                     | 21 maggio 1919     | 19 novembre 1919   |                                                 | II incarico                                               |                    |
|                    | Yūsuf Wahba Pascià                        | 19 novembre 1919   | 20 maggio 1920     |                                                 |                                                           |                    |
|                    | Muhammad Tawfiq Nasim Pascià              | 20 maggio 1920     | 16 marzo 1921      |                                                 | I incarico                                                |                    |
|                    | ʿAdlī Yakan Pascià                        | 16 marzo 1921      | 1º marzo 1922      | Partito dei Liberali Costituzionali             | I incarico                                                |                    |
| Re d'Egitto        |                                           |                    |                    |                                                 |                                                           |                    |
|                    | Abd al-Khaliq Sarwat Pascià               | 1º marzo           | 30 novembre 1922   | Partito dei Liberali Costituzionali             | I incarico                                                |                    |
|                    | Muhammad Tawfiq Nasim Pascià              | 30 novembre 1922   | 15 marzo 1923      |                                                 | II incarico                                               |                    |
|                    | Yaḥyā Ibrāhīm Pascià                      | 15 marzo 1923      | 26 gennaio 1924    |                                                 |                                                           |                    |
|                    | Sa'd Zaghlūl Pascià سعد زغلول             | 26 gennaio 1924    | 24 novembre 1924   | Wafd                                            |                                                           |                    |
|                    | Ahmad Ziwar Pascià                        | 24 novembre 1924   | 7 giugno 1926      | PF (Partito Federalista)                        |                                                           |                    |
|                    | ʿAdlī Yakan Pascià                        | 7 giugno 1926      | 26 aprile 1927     | Partito dei Liberali Costituzionali             | II incarico                                               |                    |
|                    | Abd al-Khaliq Sarwat Pascià               | 26 aprile 1927     | 16 marzo 1928      | Partito dei Liberali Costituzionali             | II incarico                                               |                    |
|                    | Mustafā al-Nahhās Pascià                  | 16 marzo 1928      | 27 giugno 1928     | Wafd                                            | I incarico                                                |                    |
|                    | Muḥammad Maḥmūd Pascià                    | 27 giugno 1928     | 4 ottobre 1929     | Partito dei Liberali Costituzionali             | I incarico                                                |                    |
|                    | ʿAdlī Yakan Pascià                        | 4 ottobre 1929     | 1º gennaio 1930    | Partito dei Liberali Costituzionali             | III incarico                                              |                    |
|                    | Mustafā al-Nahhās Pascià                  | 1º gennaio 1930    | 20 giugno 1930     | Wafd                                            | II incarico                                               |                    |
|                    | Ismāʿīl Sidqī Pascià                      | 20 giugno 1930     | 22 settembre 1933  | HS (al-Hizb al-Shaʿb Partito del Popolo)        | I incarico                                                |                    |
|                    | ʿAbd al-Fattāḥ Yaḥyā Ibrāhīm Pascià       | 22 settembre 1933  | 15 novembre 1934   | PI (Partito Ittiḥād)                            | II incarico                                               |                    |
|                    | Muhammad Tawfiq Nasim Pascià              | 15 novembre 1934   | 30 gennaio 1936    | PI (Partito Ittihād)                            | III incarico                                              |                    |
|                    | ʿAlī Māher Pascià                         | 30 gennaio 1936    | 9 maggio 1936      | PI (Partito Ittiḥād)                            | I incarico                                                |                    |
|                    | Mustafā al-Nahhās Pascià                  | 9 maggio 1936      | 29 dicembre 1937   | Wafd                                            | III incarico                                              |                    |
|                    | Muḥammad Maḥmūd Pascià                    | 29 dicembre 1937   | 18 agosto 1939     | Wafd                                            | II incarico                                               |                    |
|                    | ʿAlī Māher Pascià                         | 18 agosto 1939     | 28 giugno 1940     | PI (Partito Ittiḥād)                            | II incarico                                               |                    |
|                    | Hasan Sabri Pascià                        | 28 giugno 1940     | 15 novembre 1940   | nessun partito                                  |                                                           |                    |
|                    | Husayn Sirri Pascià                       | 15 novembre 1940   | 6 febbraio 1942    | nessun partito                                  | I incarico                                                |                    |
|                    | Mustafa al-Nahhas Pascià                  | 6 febbraio 1942    | 10 ottobre 1944    | Wafd                                            | IV incarico                                               |                    |
|                    | Ahmad Māher Pascià                        | 10 ottobre 1944    | 24 febbraio 1945   | PIS (Partito Istituzionale Saʿdista)            |                                                           |                    |
|                    | Mahmud al-Nuqrashi Pascià                 | 26 febbraio 1945   | 17 febbraio 1946   | PIS (Partito Istituzionale Saʿdista)            | I incarico                                                |                    |
|                    | Ismāʿīl Sidqī Pascià                      | 17 febbraio 1946   | 9 dicembre 1946    | HS                                              | II incarico                                               |                    |
|                    | Mahmud al-Nuqrashi Pascià                 | 9 dicembre 1946    | 28 dicembre 1948   | PIS (Partito Istituzionale Saʿdista)            | II mandato                                                |                    |
|                    | Ibrāhīm ʿAbd al-Hādī Pascià               | 28 dicembre 1948   | 26 luglio 1949     | PIS (Partito Istituzionale Saʿdista)            |                                                           |                    |
|                    | Husayn Sirri Pascià                       | 26 luglio 1949     | 12 gennaio 1950    | nessun partito                                  | II incarico                                               |                    |
|                    | Mustafā al-Nahhās Pascià                  | 12 gennaio 1950    | 27 gennaio 1952    | Wafd                                            | V incarico                                                |                    |
|                    | ʿAli Māher Pascià                         | 27 gennaio 1952    | 2 marzo 1952       | PI (Partito Ittiḥād)                            | III incarico                                              |                    |
|                    | Ahmad Najīb al-Hilālī Pascià              | 2 marzo 1952       | 2 luglio 1952      |                                                 | I incarico                                                |                    |
|                    | Husayn Sirri Pascià                       | 2 luglio 1952      | 22 luglio 1952     | nessun partito                                  | III incarico                                              |                    |
|                    | Ahmad Najīb al-Hilālī Pascià              | 22 luglio 1952     | 23 luglio 1952     |                                                 | II incarico                                               |                    |
|                    | ʿAli Māher Pascià                         | 23 luglio 1952     | 7 settembre 1952   | PI (Partito Ittiḥād)                            | IV incarico                                               |                    |
|                    | Muḥammad Negīb محمد نجيب                  | 7 settembre 1952   | 18 giugno 1953     | Militare/RL (Raggruppamento per la Liberazione) | I incarico                                                |                    |

### Repubblica d'Egitto
| Primo ministro | Primo ministro | Primo ministro                                  | Mandato          | Mandato          | Partito                                      | Capi di Stato |
| Primo ministro | Primo ministro | Primo ministro                                  | Inizio           | Fine             | Partito                                      | Capi di Stato |
| -------------- | -------------- | ----------------------------------------------- | ---------------- | ---------------- | -------------------------------------------- | ------------- |
|                |                | Muḥammad Negīb محمد نجيب I incarico             | 18 giugno 1953   | 25 febbraio 1954 | Militare - Raggruppamento per la Liberazione |               |
|                |                | Gamāl ʿAbd al-Nāṣer جمال عبد الناصر I incarico  | 25 febbraio 1954 | 8 marzo 1954     | Militare - Raggruppamento per la Liberazione |               |
|                |                | Muḥammad Negīb محمد نجيب II incarico            | 8 marzo 1954     | 18 aprile 1954   | Militare - Raggruppamento per la Liberazione |               |
|                |                | Gamāl ʿAbd al-Nāṣer جمال عبد الناصر II incarico | 18 aprile 1954   | 1º febbraio 1958 | Militare - Raggruppamento per la Liberazione |               |

### Repubblica Araba Unita
| Primo ministro | Primo ministro | Primo ministro                                   | Mandato           | Mandato                 | Partito                                      |
| Primo ministro | Primo ministro | Primo ministro                                   | Inizio            | Fine                    | Partito                                      |
| -------------- | -------------- | ------------------------------------------------ | ----------------- | ----------------------- | -------------------------------------------- |
|                |                | Gamāl ʿAbd al-Nāṣer جمال عبد الناصر II incarico  | 1º febbraio 1958  | 1962                    | Militare - Raggruppamento per la Liberazione |
|                | 1962           | Gamāl ʿAbd al-Nāṣer جمال عبد الناصر II incarico  | 29 settembre 1962 | Unione Socialista Araba |                                              |
|                |                | ʿAlī Ṣabrī                                       | 29 settembre 1962 | 3 ottobre 1965          | Unione Socialista Araba                      |
|                |                | Zakariyāʾ Muḥyi al-Dīn                           | 3 ottobre 1965    | 10 settembre 1966       | Unione Socialista Araba                      |
|                |                | Muḥammad Ṣidqī Sulaymān                          | 10 settembre 1966 | 19 giugno 1967          | Unione Socialista Araba                      |
|                |                | Gamāl ʿAbd al-Nāṣer جمال عبد الناصر III incarico | 19 giugno 1967    | 28 settembre 1970       | Unione Socialista Araba                      |
|                |                | Maḥmūd Fawzī                                     | 21 ottobre 1970   | 2 settembre 1971        | Unione Socialista Araba                      |

### Repubblica Araba d'Egitto (جمهوريّة مصرالعربيّة,Jumhūriyya Miṣr al-ʿArabiyya)
| Primo ministro  | Primo ministro | Primo ministro                                | Mandato           | Mandato                       | Elezioni                      | Partito                                              |
| Primo ministro  | Primo ministro | Primo ministro                                | Inizio            | Fine                          | Elezioni                      | Partito                                              |
| --------------- | -------------- | --------------------------------------------- | ----------------- | ----------------------------- | ----------------------------- | ---------------------------------------------------- |
|                 |                | Maḥmūd Fawzī                                  | 2 settembre 1971  | 17 gennaio 1972               | 1971                          | Unione Socialista Araba                              |
|                 |                | ʿAzīz Ṣidqī                                   | 17 gennaio 1972   | 26 marzo 1973                 | 1971                          | Unione Socialista Araba                              |
|                 |                | Anwar al-Sādāt أنور السادات I incarico        | 26 marzo 1973     | 25 settembre 1974             | 1971                          | Unione Socialista Araba                              |
|                 |                | ʿAbd al-ʿAzīz Ḥigāzī                          | 25 settembre 1974 | 16 aprile 1975                | 1971                          | Unione Socialista Araba                              |
|                 |                | Mamdūḥ Sālem                                  | 16 aprile 1975    | 1978                          | 1971                          | Unione Socialista Araba                              |
| 1976            |                | Mamdūḥ Sālem                                  | 16 aprile 1975    | 1978                          |                               |                                                      |
|                 | 1978           | Mamdūḥ Sālem                                  | 2 ottobre 1978    | Partito Nazionale Democratico |                               |                                                      |
|                 |                | Mustafa Khalil                                | 2 ottobre 1978    | 15 maggio 1980                | Partito Nazionale Democratico |                                                      |
| 1979            |                | Mustafa Khalil                                | 2 ottobre 1978    | 15 maggio 1980                | Partito Nazionale Democratico |                                                      |
|                 |                | Anwar al-Sādāt أنور السادات II incarico       | 15 maggio 1980    | 6 ottobre 1981                | Partito Nazionale Democratico |                                                      |
|                 |                | Ḥosnī Mubārak محمد حسني مبارك                 | 7 ottobre 1981    | 2 gennaio 1982                | Partito Nazionale Democratico |                                                      |
|                 |                | Aḥmad Fuʾād Muḥyi al-Dīn أحمد فؤاد محيي الدين | 2 gennaio 1982    | 5 giugno 1984                 | Partito Nazionale Democratico |                                                      |
|                 |                | Kamāl Ḥasan ʿAlī كمال حسن علي                 | 17 luglio 1984    | 4 settembre 1985              | 1984                          | Partito Nazionale Democratico                        |
|                 |                | ʿAlī Luṭfī Maḥmūd على لطفي محمود              | 4 settembre 1985  | 10 novembre 1986              | 1984                          | Partito Nazionale Democratico                        |
|                 |                | ʿAṭif Ṣidqī عاطف محمد نجيب صدقي               | 10 novembre 1986  | 4 gennaio 1996                | 1984                          | Partito Nazionale Democratico                        |
| 1987, 1990 1995 |                | ʿAṭif Ṣidqī عاطف محمد نجيب صدقي               | 10 novembre 1986  | 4 gennaio 1996                |                               | Partito Nazionale Democratico                        |
|                 |                | Kamāl al-Ganzūrī كمال الجنزوري                | 4 gennaio 1996    | 5 ottobre 1999                | Partito Nazionale Democratico |                                                      |
|                 |                | ʿAṭif ʿUbaydī عاطف محمد عبيد                  | 5 ottobre 1999    | 14 luglio 2004                | Partito Nazionale Democratico |                                                      |
| 2000            |                | ʿAṭif ʿUbaydī عاطف محمد عبيد                  | 5 ottobre 1999    | 14 luglio 2004                | Partito Nazionale Democratico |                                                      |
|                 |                | Aḥmad Naẓīf أحمد نظيف                         | 14 luglio 2004    | 31 gennaio 2011               | Partito Nazionale Democratico |                                                      |
| 2005, 2010      |                | Aḥmad Naẓīf أحمد نظيف                         | 14 luglio 2004    | 31 gennaio 2011               | Partito Nazionale Democratico |                                                      |
|                 |                | Aḥmad Shafīq أحمد ﺷﻔﻴﻖ                        | 31 gennaio 2011   | 3 marzo 2011                  | Partito Nazionale Democratico |                                                      |
|                 |                | ʿIṣām Sharaf عصام شرف                         | 3 marzo 2011      | 21 novembre 2011              | Indipendente                  |                                                      |
|                 |                | Kamāl al-Ganzūrī كمال الجنزوري                | 24 novembre 2011  | 2 agosto 2012                 | 2011                          | Partito Nazionale Democratico                        |
|                 |                | Hishām Muḥammad Qandīl هشام محمد قنديل        | 2 agosto 2012     | 3 luglio 2013                 | 2011                          | Indipendente (vicino al Partito Libertà e Giustizia) |
|                 |                | Hazem al-Beblawi                              | 6 luglio 2013     | 24 febbraio 2014              | 2011                          | Partito Socialdemocratico Egiziano                   |
|                 |                | Ibrahim Mahlab                                | 1º marzo 2014     | 19 settembre 2015             | 2011                          | Indipendente                                         |
|                 |                | Sherif Ismail                                 | 19 settembre 2015 | 7 giugno 2018                 | 2015                          | Indipendente                                         |
|                 |                | Mostafa Madbouly                              | 7 giugno 2018     | in carica                     | 2015                          | Indipendente                                         |
| 2020            |                | Mostafa Madbouly                              | 7 giugno 2018     | in carica                     |                               | Indipendente                                         |